# Éringes
Éringes é uma comuna francesa na região administrativa da Borgonha-Franco-Condado, no departamento de Côte-d'Or. Estende-se por uma área de 5,83 km². Em 2010 a comuna tinha 64 habitantes (densidade: 11 hab./km²).